# Дзержонюв (гміна)
Гміна Дзержонюв (пол. Gmina Dzierżoniów) — сільська гміна у південно-західній Польщі. Належить до Дзержоньовського повіту Нижньосілезького воєводства.
Станом на 31 грудня 2011 у гміні проживало 9413 осіб.

## Площа
Згідно з даними за 2007 рік площа гміни становила 142.05 км², у тому числі:
- орні землі: 79.00%
- ліси: 15.00%

Таким чином, площа гміни становить 29.67% площі повіту.

## Населення
Станом на 31 грудня 2011:
| Опис     | Загалом | Загалом | Чоловіки | Чоловіки | Жінки | Жінки |
| -------- | ------- | ------- | -------- | -------- | ----- | ----- |
| одиниця  | осіб    | %       | осіб     | %        | осіб  | %     |
| все      | 9413    | 100     | 4678     | 49.70    | 4735  | 50.30 |
| міське   | 0       | 100     | 0        |          | 0     |       |
| сільське | 9413    | 100     | 4678     | 49.70    | 4735  | 50.30 |

## Сусідні гміни
Гміна Дзержонюв межує з такими гмінами: Белява, Дзержонюв, Лаґевники, Немча, Марциновіце, Пешице, Пілава-Ґурна, Свідниця.